# HMS Havock (H43)
HMS Havock (H43) là một tàu khu trục lớp H được Hải quân Hoàng gia Anh Quốc chế tạo vào giữa những năm 1930. Trong cuộc Nội chiến Tây Ban Nha vào các năm 1936–1939, nó thực thi chính sách cấm vận vũ khí mà Anh và Pháp áp đặt cho các bên xung đột trong thành phần Hạm đội Địa Trung Hải. Trong những tháng đầu của Chiến tranh Thế giới thứ hai, Havock truy lùng các tàu cướp tàu buôn Đức tại Đại Tây Dương và tham gia Trận Narvik thứ nhất trong Chiến dịch Na Uy vào tháng 4 năm 1940 trước khi được chuyển trở lại Hạm đội Địa Trung Hải vào tháng 5, nơi nó hộ tống một số đoàn tàu vận tải đến Malta. Con tàu đã tham gia Trận chiến mũi Spada vào tháng 7 năm 1940, Trận chiến mũi Matapan vào tháng 3 năm 1941 và cuộc triệt thoái khỏi Hy Lạp vào tháng 4 năm 1941. Nó bị hư hại trong Trận Crete trong tháng tiếp theo, nhưng đã tham gia Chiến dịch Syria–Lebanon vào tháng 6.
Havock bắt đầu hộ tống các đoàn tàu tiếp liệu đến Tobruk, Libya vào tháng 6 cho đến khi bị hư hại vào tháng 10. Nó được sửa chữa kịp thời để hộ tống vận tải đến Malta trong trận Sirte thứ nhất vào tháng 12, và đã bị hư hại nặng đang khi bảo vệ một đoàn tàu vận tải khác trong trận Sirte thứ hai vào tháng 3 năm 1942. Việc sửa chữa thoạt tiên được thực hiện tại Malta, nhưng con tàu lại bị hư hại thêm do một cuộc không kích vào đầu tháng 4. Bộ Hải quân Anh ra lệnh cho nó đi đến Gibraltar để tiếp tục sửa chữa. Tuy nhiên, trên đường đi vào ngày 6 tháng 4, Havock mắc cạn gần mũi Bon, và thủy thủ đoàn bị phe Vichy Pháp bắt làm tù binh tại Laghouat trong sa mạc Sahara.

## Thiết kế và chế tạo
Havock có trọng lượng choán nước tiêu chuẩn 1.340 tấn Anh (1.360 t), và lên đến 1.859 tấn Anh (1.889 t) khi đầy tải. Nó có chiều dài chung 323 foot (98,5 m), mạn thuyền rộng 33 foot (10,1 m) và độ sâu của mớn nước là 12 foot 5 inch (3,8 m). Nó được dẫn động bởi hai turbine hơi nước Parsons truyền động ra hai trục chân vịt, sản sinh tổng công suất 34.000 mã lực càng (25.000 kW), cho phép nó đạt tốc độ tối đa 36 hải lý trên giờ (67 km/h; 41 mph). Hơi nước được cung cấp bởi ba nồi hơi ống nước Admiralty. Havock có thể mang theo tối đa 470 tấn Anh (480 t) dầu đốt, cho phép một tầm hoạt động tối đa 5.530 hải lý (10.240 km; 6.360 mi) ở tốc độ 15 hải lý trên giờ (28 km/h; 17 mph). Thành phần thủy thủ đoàn của nó bao gồm 137 sĩ quan và thủy thủ trong thời bình, nhưng tăng lên đến 146 người trong thời chiến.
Con tàu được trang bị bốn khẩu pháo QF 4,7 inch (120 mm) Mk. XII L/45 trên các tháp pháo nòng đơn. Cho mục đích phòng không, Havock có hai khẩu đội súng máy 0,5 in (13 mm) Mk.III bốn nòng. Nó còn có hai bệ ống phóng ngư lôi bốn nòng trên mặt nước dành cho ngư lôi 21 in (530 mm). Một đường ray thả mìn sâu và hai máy phóng được trang bị; ban đầu nó mang theo 20 quả mìn sâu, nhưng được tăng lên 35 quả không lâu sau khi chiến tranh bắt đầu. Đến giữa năm 1940, số lượng mìn sâu mang theo là 44 quả.
Havock được đặt hàng vào ngày 13 tháng 12 năm 1934 trong Chương trình Chế tạo Hải quân 1934. Nó được đặt lườn vào ngày 15 tháng 5 năm 1935 tại xưởng tàu của hãng William Denny and Brothers ở Dumbarton, Scotland; được hạ thủy vào ngày 7 tháng 7 năm 1936 và hoàn tất vào ngày 16 tháng 1 năm 1937 với chi phí 248.470 Bảng Anh, không tính đến các thiết bị do Bộ Hải quân Anh cung cấp như vũ khí, đạn dược và thiết bị thông tin liên lạc.

### Các cải biến trong chiến tranh
Bắt đầu từ giữa năm 1940 sau cuộc triệt thoái Dunkirk, dàn vũ khí phòng không của con tàu được tăng cường, cho dù không thể biết được đích xác thời điểm được nâng cấp. Bệ ống phóng ngư lôi phía sau được thay bằng một khẩu QF 12 pounder 3 inch (76,2 mm) phòng không, và các khẩu đội súng máy Vickers bốn nòng được thay bằng pháo tự động Oerlikon 20 mm, đồng thời hai khẩu Oerlikon 20 mm khác được tăng cường trên bệ đèn pha và một cặp khác hai bên cánh của cầu tàu.

## Lịch sử hoạt động
Sau khi nhập biên chế, Havock được phân về Chi hạm đội Khu trục 2 trực thuộc Hạm đội Địa Trung Hải. Nó đã tuần tra tại vùng biển Tây Ban Nha đang khi xảy ra cuộc nội chiến tại đây nhằm thực thi chính sách cấm vận vũ khí đối với các bên xung đột. Trong đêm 31 tháng 8-tháng 9 năm 1937, nó bị tàu ngầm Ý Iride tấn công bất thành bằng ngư lôi giữa vịnh Valencia và quần đảo Balearic. Con tàu được tái trang bị tại Gibraltar từ ngày 19 tháng 10 đến ngày 13 tháng 11, rồi lại phải sửa chữa từ ngày 16 tháng 4 đến ngày 6 tháng 5 năm 1938 sau khi va trúng một bến tàu đá. Nó trải qua một đợt nâng cấp ngắn tại Xưởng tàu Sheerness từ ngày 15 đến ngày 26 tháng 8 năm 1939 trước khi quay trở lại Gibraltar.
Sau khi Chiến tranh Thế giới thứ hai nổ ra vào tháng 9 năm 1939, Havock được điều đến Freetown, Sierra Leone vào ngày 30 tháng 8, đến nơi vào ngày 4 tháng 9 và bắt đầu truy lùng các tàu cướp tàu buôn Đức. Nó quay trở về Anh vào tháng 11 cho một đợt tái trang bị sâu rộng hơn tại Sheerness từ ngày 18 tháng 12 năm 1939, đến ngày 23 tháng 3 năm 1940. Vào lúc này Chi hạm đội Khu trục 2 được điều động về Hạm đội Nhà, và nó gia nhập trở lại chi hạm đội sau khi việc nâng cấp hoàn tất. Vào ngày 6 tháng 4, Havock cùng phần còn lại của Chi hạm đội Khu trục 2 hộ tống bốn tàu khu trục rải mìn thuộc Chi hạm đội Khu trục 20 khi chúng lên đường thực hiện Chiến dịch Wilfred, một đợt rải mìn ở Vestfjord nhằm ngăn chặn việc vận chuyển quặng sắt Thụy Điển từ Narvik đến Đức. Mìn được rải vào sáng ngày 8 tháng 4, trước khi quân Đức bắt đầu cuộc tấn công, và các tàu khu trục gia nhập trở lại cùng tàu chiến-tuần dương HMS Renown và các tàu hộ tống.
Trong Trận Narvik thứ nhất vào ngày 10 tháng 4 năm 1940, Havock cùng bốn tàu khu trục lớp H khác thuộc Chi hạm đội Khu trục 2 đã tấn công các tàu khu trục Hải quân Đức vốn đã vận chuyển binh lính Lục quân Đức sang xâm chiếm Narvik ở miền Bắc Na Uy vào ngày hôm trước. Tàu khu trục Hardy, soái hạm của lực lượng, dẫn đầu bốn tàu chị em xâm nhập Ofotfjord cho một đợt tấn công bất ngờ lên cảng Narvik trong một cơn bão tuyết. Hotspur và Hostile thoạt tiên được bố trí ở lối ra vào, Havock đứng thứ ba tiến vào cảng và đã phóng năm quả ngư lôi nhắm vào khối tàu địch. Một quả đánh trúng phía đuôi tàu khu trục Đức Z22 Anton Schmitt, đồng thời nó cũng bắn trúng chiếc Z18 Hans Lüdemann hai lần với đạn pháo 4,7 inch (120 mm). Khi các con tàu Anh rút lui, chúng đụng độ với năm tàu khu trục Đức ở khoảng cách ngắn; hai tàu đối phương đã cắt ngang chữ T các con tàu Anh và bắn trúng Hardy, khiến nó bốc cháy và phải mắc cạn. Havock đứng thứ hai trong hàng, và đã phóng ngư lôi vào tàu địch, nhưng tất cả đều bị trượt. Nó bị bắn trả trúng đích, nhưng hư hại không đáng kể. Trong lúc nhầm lẫn và tầm nhìn giới hạn, Havock rời đội hình để xem việc gì đã xảy ra với Hardy và để bảo vệ cho đoạn hậu của đội hình Anh đang bị ba tàu khu trục Đức khác truy đuổi, nhưng rồi phải quay lại để khai hỏa các khẩu pháo phía đuôi sau khi các khẩu trước mũi bị hỏng. Havock và Hostile quay lại để trợ giúp tàu chị em Hotspur, và cả ba rút lui khỏi Ofotfjord. Trên đường đi, chúng bắt gặp tàu tiếp liệu Đức chất đầy pháo và đạn dược, mà thủy thủ đoàn của nó cho tàu mắc cạn và bỏ tàu sau khi Hostile nổ súng vào nó. Một đội đổ bộ từ Havock đã lên tàu và thấy nó đang bốc cháy, con tàu Đức nổ tung sau khi trúng hai phát đạn của Havock. Con tàu tiếp tục ở lại vùng biển Na Uy cho đến cuối tháng 5, hộ tống cho tàu tuần dương hạng nhẹ HMS Birmingham khi chiếc này càn quét bất thành tại Bắc Hải truy tìm tàu bè Đức.
Havock được điều về Bộ chỉ huy Nore không lâu sau đó, và đã cùng tàu chị em Hyperion bắn phá vào lực lượng Đức đang chiếm đóng sân bay Waalhaven vào ngày 10 tháng 5. Nó cứu vớt những người sống sót từ chiếc tàu phà Prinses Juliana bị đắm ngoài khơi bờ biển Hà Lan và đưa họ trở lại Hook of Holland, nơi nó tiếp đón một số đội lính phá hoại Anh. Đến ngày 16 tháng 5, nó được điều động tăng cường cho Hạm đội Địa Trung Hải tại Malta và được chuyển sang Chi hạm đội Khu trục 2. Trong trận chiến mũi Spada vào ngày 19 tháng 7, nó đã hộ tống cho chiếc tàu tuần dương hạng nhẹ Australia HMAS Sydney, và đã cùng các tàu khu trục hộ tống khác cứu vớt khoảng 525 người sống sót từ chiếc tàu tuần dương Ý Bartolomeo Colleoni. Phòng nồi hơi của nó bị ngập nước sau một đợt không kích của máy bay Ý sau trận này, và nó được sửa chữa tại Suez từ ngày 29 tháng 7 đến ngày 15 tháng 9. Ngoài khơi bờ biển Ai Cập, Havock và tàu chị em Hasty đã tấn công bất ngờ tàu ngầm Ý Berillo trên mặt nước vào ngày 2 tháng 10, buộc nó phải tự đánh đắm. Các tàu khu trục đã cứu được 47 người sống sót.
Ngoài một đợt tái trang bị tại Malta từ ngày 22 tháng 12 đến ngày 20 tháng 2 năm 1941. Havock làm nhiệm vụ hộ tống vận tải trong sáu tháng tiếp theo, bao gồm việc hộ tống tàu sân bay HMS Illustrious trong trận Taranto vào đêm 11-12 tháng 11, Trong trận chiến mũi Matapan, nó đã phóng ngư lôi đánh chìm tàu khu trục Ý Alfieri vào ngày 28 tháng 3. Con tàu đã giúp triệt thoái binh lính Anh và khối Thịnh Vượng Chung khỏi Hy Lạp vào cuối tháng 4, và là một trong số ba tàu khu trục đã hộ tống cho chiếc tàu tuần dương hạng nhẹ Ajax khi chúng bắn phá Benghazi trong đêm 7-8 tháng 5. Trong một chuyến tuần tra ngoài khơi Heraklion, Crete, Havock bị hư hại do một cuộc không kích của máy bay ném bom bổ nhào vào ngày 23 tháng 5, làm thiệt mạng 15 người và làm bị thương 10 người khác. Nó được sửa chữa tại Alexandria cho đến ngày 16 tháng 6. Nó đã bắn phá các vị trí của phe Vichy Pháp tại Li Băng vào đầu tháng 7, rồi bắt đầu hộ tống các đoàn tàu đi đến Tobruk cho đến tháng 10, khi chân vịt và trục bị hư hại; nó được sửa chữa từ ngày 21 tháng 10 đến ngày 4 tháng 12 tại Alexandria.
Vào giữa tháng 12, Havock hộ tống cho chiếc tàu tiếp tế Breconshire đi Malta trong khi diễn ra cuộc đụng độ ngắn mang tên Trận Sirte thứ nhất, rồi gia nhập Lực lượng K với dự định chặn đánh một đoàn tàu vận tải Ý đi đến Tripoli, Libya. Trong đêm 18-19 tháng 12, Lực lượng K được tăng cường lọt vào một bãi mìn của Ý, bị mất một tàu tuần dương và hư hại thêm hai chiếc khác. Havock đã hộ tống chiếc tàu tuần dương hạng nhẹ Aurora bị hư hại nặng quay trở lại Malta. Havock là một trong số bốn tàu khu trục đã hộ tống Breconshire quay trở lại Alexandria vào đầu tháng 1 năm 1942. Đang khi hộ tống một đoàn tàu vận tải khác đến Malta, nó được lệnh chuyển hướng để hộ tống cho chiếc tàu chở dầu Thermoplylae bị hư hại đi từ Benghazi quay trở lại Alexandria, nhưng chiếc này bị máy bay phe Trục tấn công và đánh chìm trên đường đi vào ngày 19 tháng 1. Havock đã cứu khoảng 350 người sống sót trước khi Thermoplylae bị đắm. Con tàu được chuyển sang Chi hạm đội Khu trục 22 vào tháng 2, và tiếp tục hộ tống các đoàn tàu vận tải đi đến Malta. Vào ngày 22 tháng 3 năm 1942, mảnh đạn từ một phát đạn pháo suýt trúng từ thiết giáp hạm Ý Littorio đã xuyên thủng một trong các nồi hơi của nó trong Trận Sirte thứ hai, và Havock phải đi đến Malta để sửa chữa. Đang khi ở trong ụ tàu, nó trở thành một mục tiêu chính cho các cuộc tấn công của máy bay phe Trục và chịu thêm những hư hại vào ngày 3 tháng 4, nên nó được lệnh đi đến Gibraltar trước khi việc sửa chữa hoàn tất. Havock bị mắc cạn ngoài khơi Kelibia, Tunisia, trong eo biển Sicily vào ngày 6 tháng 4, và bị đắm ở tọa độ 36°52′18″B 11°8′24″Đ / 36,87167°B 11,14°Đ. Một thủy thủ thiệt mạng trong sự cố này; thủy thủ đoàn và hành khách bị phe Vichy Pháp bắt làm tù binh và giam giữ tại Laghouat ở Sahara, nhưng được thả ra vào tháng 11 do kết quả của Chiến dịch Torch. Xác tàu của Havock sau đó bị tàu ngầm Ý Aradam phóng ngư lôi phá hủy.